# Sonja Mikkelsen
Sonja Alice Dahl Mikkelsen, född 20 juni 1955 i Bedsted, är en dansk politiker (Socialdemokrat) och tidigare trafik- och hälsominister. Hon blev den första kvinnan i Danmark till att utses till trafikminister.

## Uppväxt
Sonja Mikkelsen föddes och växte upp i Thy på norra Jylland. Hon är dotter till grovarbetaren Kristian Mikkelsen och hemhjälpen Margith Nielsen, som båda var engagerade inom såväl fackföreningsrörelsen och Socialdemokraterne. Arbetarbakgrunden kom således att prägla även den unga Sonja Mikkelsen. Som barn gick hon på Bedsted Centralskole (1962-1971) och kom att bli en del av dess elevråd, därefter började hon läsa vid Thisted Gymnasium. Under det första gymnasieåret deltog Mikkelsen i en protest mot EG i samband med att Danmark höll en folkomröstning om anslutning 1972. Efter avlagd studentexamen 1974 bestämde sig Mikkelsen för att studera ekonomi vid Aarhus universitet. Det var i samband med studierna som Mikkelsen anslöt sig till Danmarks Socialdemokratiske Ungdom (DSU), och hon kom att lägga ned sitt engagemang i förbundet. Hon blev kassör och sedan ordförande för DSU i Århus Amt. Hon var även resesekreterare för DSU:s landsförbund. För att finansiera sina studier började hon arbeta som kontorsassistent vid den kulturella förvaltningen i Aarhus kommun. Hon fortsatte arbetet även efter avslutade studier 1981 innan hon fick anställning som assistent vid Aarhus näringslivskontor 1984. Samma år blev hon medförfattare av boken Forskningens politik.

## Politisk karriär
Redan 1980 ställde Sonja Mikkelsen upp som kandidat till Folketinget, och blev invald redan året efter. Hon lyckades dock inte bli återvald i det nästföljande valet 1984. Hon kom dock att bli inkallad som tillfällig medlem (suppleant) och på lokalt plan blev hon fullmäktig på näringslivskontoret i Aarhus. 1988 blev hon fullmäktig i den kommunala ekonomiska förvaltningen och engagerade sig även inom Handels- og Kontorfunktionærernes Forbund i Danmark (HK) som en del av dess representantskap i Aarhus (1979-1987). Mikkelsen engagerade sig även inom andra områden; hon var medlem av styrelsen för den danska bostadsföreningen Boligforeningen (1983-1991) och i styrelsen för Krisecentret for Voldsramte Kvinder (1982-1987). 1987 blev Mikkelsen återigen invald till Folketinget, men hon åkte ut vid valet 1988. Hon blev återvald 1990. I samband med den senare mandatperioden gifte hon sig med kontorschefen Ole Kristensen 1990 och tog en civilekonomexamen i organisation och verksamhetsledning från handelshögskolan i Aarhus 1991. Under de följande åren fick Mikkelsen och hennes make sina två barn: Maja (1992) och Trine (1996).
Väl tillbaka i Folketinget blev hon forsknings- och IT-politisk ordförande. När Poul Nyrup Rasmussen utsåg Mogens Lykketoft till finansminister 1993, opponerade sig Mikkelsen mot den nya finansministern med motiveringen att det var en del av en högervridning som hon ansåg att Socialdemokraterne genomgick. Hon blev senare ordförande för utskottet för jämställdhet inom forskningen. Samma år utnämndes hon till Danmarks första kvinnliga trafikminister. Hon hade i Folketinget haft en bakgrund inom dessa frågor, då hon under flera år medlem av trafikutskottet. Hon hade även suttit i styrelsen för Jernbanerådet (1987-1988), Vejtransportrådet (1993-1997) och SAS-Danmark (1994-1997).

## Ministertiden
Väl som trafikminister förklarade Mikkelsen sitt mål med att bygga ut den kollektiva trafiken till förmån för miljön och för dem som inte hade bil. Hon genomförde bland annat lagen om järnvägsverksamhet och lagen som omvandlade Danske Statsbaner (DSB) till en självständig verksamhet. Hon skulle dock också stöta på motstånd; hon bröt nämligen med det trafikpolitiska samarbetet mellan Socialdemokraterne och högerpartierna till förmån för de övriga partierna på vänsterflanken. Mikkelsens mål var en grönare linje inom trafikpolitiken som hon endast kunde uppnå tillsammans inom vänsterflanken. Detta fick de trafikpolitiska ordförandena för Venstre och Konservative Folkeparti, Svend Heiselberg och Kaj Ikast, att streta emot hennes politik och skapa strul och de gav Mikkelsen öknamnet Fru Kludremikkelsen (En ordlek med efternamnet "Mikkelsen" och det danska ordet för klant, "Kluddermikkel").
Problemen hopade sig för Sonja Mikkelsen. Byggandet av Köpenhamns Metro överskred budgeten, det statliga bussbolaget Combus upplevde stora förluster som tvingade trafikministeriet att tillföra 300 miljoner danska kronor 1999, utbyggningplanen för København-Ringsted-järnvägen skapade oenigheter och den nya strukturen för DSB och Banestyrelsen innehöll brister. Det blev ståhej vid finansförhandlingarna när Venstre och Konservative Folkeparti lämnade förhandlingarna och nya problem uppstod när det kom fram att järnvägsrenoveringarna planerades att finansieras med ett stort antal gröna avgifter. Det stora motståndet och de många problemen gjorde att Poul Nyrup Rasmussen vid sin rockad år 2000 istället utsåg Mikkelsen till hälsominister. 
Också som hälsominister skulle Sonja Mikkelsen komma att stöta på motstånd. Exempelvis fick Mikkelsens plan mot ungdomars användning av Ecstasy och andra droger kritik från flera håll. Förslaget byggde på information till skolor och föräldrar samt att skolor skulle ha en berusningspolicy och att samhället tog krafttag mot diskotek som inte motverkade användning av droger. Den tidigare hälsoministern, Centrum-Demokraten Yvonne Herløv Andersen, menade att Mikkelsens plan inte var tillräcklig och Enhedslistens ordförande för hälsofrågor, Frank Aaen, ansåg att planen hade otillräckliga prioriteringar. Ett annat fall var när Mikkelsen i december 2000 lade fram ett förslag till en lag om alkoholbehandling. De borgerliga partierna anklagade henne för att ha brutit en förlikning och krävde ett utsättande, vilket Mikkelsen gick med på.
Den 21 december 2000 avgick Sonja Mikkelsen som hälsominister i samband med en rockad.

## 2001 och framåt
Efter att Sonja Mikkelsen avgått som hälsominister blev hon socialdemokraternes näringslivspolitiska ordförande i Folketinget. 2002-2008 stod Mikkelsen i spetsen för genomförandet av det s.k. Urbanprogrammet i stadsdelen Vestbyen i Aarhus och i övriga Aarhus kommun. Hon var då anställd som konsult vid borgmästarens avdelning för närings- och stadsutveckling i Aarhus kommun.
I september 2009 anställdes Mikkelsen som kontorschef av fackföreningen HK Østjylland.

## Övriga förtroendeposter

### Förtroendeposter inom de offentliga- och privata sektorerna
- Kassör i Slagelse Ældreråd (2010-)
- Styrelseordförande av Egmont Højskolen
- Medlem av representantskapet för Vanførefonden
- Vice styrelseordförande av Skanderborg-Odder Center for Uddannelse
- Ställföreträdare i Persontrafikrådet (1993-1998)

### Politiska förtroendeposter
- Ledamot av Folketingets näringsutskott, varav som vice ordförande 2001-2002
- Ledamot av Folketingets bostadsutskott
- Ledamot av Folketingets finansutskott
- Ledamot av Folketingets politisk-ekonomiska utskott
- Folketingets ordförande av frågor rörande Färöarna